# Танцувай с мен до края на любовта
„Танцувай с мен до края на любовта“ (на английски: Dance Me to the End of Love) е песен на Леонард Коен от 1984 г.
За първи път е записана от него за албума му Various Positions от 1984 г. Песента следва типичен гръцки „Хасапико“ танцов път, най-вероятно вдъхновен от дълготрайната връзка на Коен с гръцкия остров Хидра. Оттогава той е записан от различни изпълнители и е описан като „треперещ на ръба да се превърне в стандарт“.
Въпреки че е структурирана като любовна песен, „Dance Me to the End Of Love“ всъщност е вдъхновена от Холокоста. В радио интервю от 1995 г. Коен каза за песента:
| „ | Любопитно е как започват песните, защото произходът на песента, всяка песен, има вид зърно или семе, което някой ви дава или светът ви дава и затова процесът е толкова мистериозен при писането на песени. Но това дойде само от чуването или четенето, или знаейки, че в лагерите на смъртта, до крематориумите, в някои от лагерите на смъртта, струнен квартет беше натиснат да свири, докато този ужас се случваше, това бяха хората, чиято съдба беше и този ужас. И щяха да свирят класическа музика докато техните другари затворници са били убивани и изгаряни. И така, тази музика, „Танцувай с красотата си с горяща цигулка“, което означава, че красотата ѝ е завършването на живота, краят на това съществуване и на страстния елемент в това завършване. Но това е същият език, който използваме, за да се отдадем на любимия, така че песента – не е важно някой да знае генезиса ѝ, защото ако езикът идва от този страстен ресурс, той ще може да обхване всички страстни дейност. | “ |

## Кавъри
- Маделин Пейру, Сивил Уоър. [2]